# Großsteingrab Philippstal
Das Großsteingrab Philippstal (dänisch: Pinninghøj) war eine megalithische Grabanlage der jungsteinzeitlichen Trichterbecherkultur nahe dem Ortsteil Roikier der Gemeinde Steinbergkirche, Amt Langballig im Kreis Schleswig-Flensburg, Schleswig-Holstein. Es entstand zwischen 3500 und 2800 v. Chr.

## Beschreibung
Das Grab lag etwa 300 m vom Gutshof Philippstal, an der Straße nach Steinbergkirche-Gintoft. Angaben sind nur durch die Beschreibung des Pastors Harries aus den 1830er Jahren möglich. Demnach handelt es sich um eine nord-südlich orientierte Megalithanlage der Trichterbecherkultur, die zwischen 3500 und 2800 v. Chr. entstand. Mit einer Länge von 140 Schritt (etwa 105 m) und einer Breite von 60 Schritt (etwa 45 m) war es ungewöhnlich groß. Das Hünenbett war der Länge nach durch eine Steinreihe in zwei Hälften geteilt. Nach Pastor Diedrich Harries gab es drei Kammern: Zwei lagen an den Enden der beiden Hünenbetten. Eine weitere, kleine Grabkammer soll sich in der Mitte des westlichen Hünenbettes befunden haben. Diese besaß zwei flache, rötliche Decksteine. Ernst Sprockhoff führt das Großsteingrab in seinem Atlas der Megalithgräber unter der Nummer 33. Jakob Röschmann erwähnt in der Nähe noch fünf weitere Gräber, über die keine näheren Angaben vorliegen.